# Platypalpus commendatus
Platypalpus commendatus är en tvåvingeart som först beskrevs av Becker 1914.  Platypalpus commendatus ingår i släktet Platypalpus och familjen puckeldansflugor.
Artens utbredningsområde är Kenya. Inga underarter finns listade i Catalogue of Life.